# Hjärtsköld

Sveriges riksvapen med en hjärtsköld (se nedan) som syns mitt i den större skölden

Hjärtskölden i Sveriges stora riksvapen (se ovan) innehåller vapnen för ätterna Vasa (vase i styckat fält) och Bernadotte (örn och bro).

Hjärtsköld kallas en mindre sköld som finns i mitten av skölden i ett heraldiskt vapen.
Hjärtskölden innehåller ofta ett äldre vapen (stamvapen) för en släkt som har upphöjts i högre värdighet. I ett riksvapen för en monarki innehåller hjärtskölden normalt vapnet för den regerande fursteätten, medan huvudskölden representerar landet.
Ifall vapenskölden är mycket detaljrik så används ibland hjärtskölden när exempelvis brevpapper eller läder skall förses med relief.
För speciellt detaljrika vapensköldar så förekommer även att signetringen endast (kan) graveras med hjärtskölden.